# Hrvatska gospodarska komora
Hrvatska gospodarska komora (kratica HGK) samostalna je stručno-poslovna organizacija, koja promiče, zastupa i usklađuje zajedničke interese svojih članica pred državnim i drugim tijima u Hrvatskoj i inozemstvu. Članice Hrvatske gospodarske komore su sve pravne i fizičke osobe koje obavljaju gospodarsku djelatnost sa sjedištem na području Republike Hrvatske. Počela je s radom 16. veljače 1852. u Zagrebu.
Predsjednik Hrvatske gospodarske komore je Luka Burilović.
Zadaci Hrvatske gospodarske komore su:
- zastupanje interesa članica pred državnim tijelima kod oblikovanja gospodarskog sustava i mjera ekonomske politike;
- procjena mogućnosti i uvjeta gospodarskog razvoja;
- unapređivanje razvoja poduzetništva;
- uspostavljanje i razvijanje svih vrsta poslovnih odnosa s inozemstvom;
- poticanje istraživanja, razvoja i inovacija;
- razvijanje informacijskog sustava Hrvatske gospodarske komore i poslovnog informiranja;
- vođenje evidencije registriranih poduzeća i radnji;
- usklađivanje interesa članica Hrvatske gospodarske komore;
- poticanje razvoja tehnološke infrastrukture, informatizacija gospodarstva i praćenje standardizacije hardvera. softvera i komunikacije;
- usklađivanje gospodarskih i društvenih interesa s područja ekologije;
- priprema, sklapanje i praćenje primjene kolektivnih ugovora;
- izdavanje mišljenja o bonitetu svojih članica;
- poduzimanje mjera za poticanje i razvijanje dobrih poslovnih običaja i poslovnog morala;
- obrazovanje i inovacija znanja kadrova u gospodarstvu ;
- pružanje pomoći prilikom osnivanja novih i transformacije postojećih poduzeća, te obavljanje drugih zadataka od interesa članica Hrvatske gospodarske komore
- rješavanje tekućih pitanja od značaja za obavljanje gospodarskih djelatnosti;
- obavljanje drugih zadataka određenih zakonom i statutom.

## Sudovi pri HGK
Sud časti HGK promiče i jača savjesnosti i poštenja te pravila morala, ukazuje na ponašanja koja su protivna dobrim poslovnim običajima i temeljnim načelima obveznog prava te pravilima koja vrijede u njihovu poslovanju.
Stalno izabrano sudište pri HGK pruža domaćim i stranim poduzetnicima usluge organizacije arbitražnog rješavanja sporova.
Centar za mirenje je institucija pri Hrvatskoj gospodarskoj komori koja pruža usluge organizacije mirnog rješavanja trgovačkih sporova.

## Članstvo u Međunarodnim organizacijama
Hrvatska gospodarska komora članica je:
- ICC (International Chamber of Commerce) - Međunarodna trgovinska komora, Pariz;
- EUROCHAMBERS - Udruženje europskih komora, Bruxelles;
- UEAPME (UNION EUROPEENNE DE L’ARTISANAT ET DES PETITES ET MOYENNES ENTREPRISES) - Europsko udruženje obrtništva, malog i srednjeg poduzetništva, Bruxelles;
- ESCB - filijala ICSB, Međunarodno vijeće za malo poduzetništvo, Halmstad;
- TII (Technology Inovation Information) - Europsko udruženje za transfer tehnologija, inovacija i poslovnih inovacija, razmjena tehnoloških ponuda mreža EBEN, TRN, CORDIS, Bruxelles;
- EUROCOMMERCE – Europska lobistička organizacija za trgovinu, Bruxelles.

## Poveznice
- Gospodarstvo Hrvatske

## Vanjske poveznice
- Stranice HGK
- Registar poslovnih subjekata Integrirana baza podataka svih hrvatskih trgovačkih društava registriranih na području Republike Hrvatske.
- Službeni kanal HGK (YouTube)
- HGK (Twitter)